# JFK (película)
JFK (JFK: Caso Abierto en España) es una película dramática estadounidense de 1991 dirigida por Oliver Stone. En ella se examinan los eventos que llevaron al asesinato del presidente John F. Kennedy y el subsecuente encubrimiento del hecho a través de los ojos del ex-fiscal de distrito de Nueva Orleans Jim Garrison (protagonizado por Kevin Costner). Garrison presentó cargos contra el empresario de Nueva Orleans Clay Shaw (Tommy Lee Jones) por su participación en una conspiración para asesinar al presidente, por lo cual Lee Harvey Oswald (Gary Oldman) fue encontrado responsable por dos investigaciones del gobierno: la Comisión Warren, y el Comité Selecto de la Cámara sobre Asesinatos (las cuales concluyeron que había otro asesino disparando con Oswald). La película fue adaptada por Stone y Zachary Sklar de los libros On the Trail of the Assassins, de Jim Garrison, y Crossfire: The Plot That Killed Kennedy, de Jim Marrs. Stone describió su película de ficción como un "contra mito" al "mito ficticio" de la Comisión Warren. Él continuaría este film con dos filmes más sobre la presidencia estadounidense, Nixon, con Anthony Hopkins como Nixon, y W., sobre el ascenso al poder de George W. Bush, protagonizada por Josh Brolin en el papel del presidente.
La película se vio envuelta en controversia incluso antes de que finalizara la filmación, después de que el corresponsal de seguridad nacional de The Washington Post, George Lardner, se presentó en el set. Basado en el primer boceto del guion, escribió un mordaz artículo donde atacaba la película. Después del lanzamiento de la película, muchos importantes periódicos hicieron circular editoriales en las que acusaban a Stone de tomar libertades con hechos históricos, incluso la presentación en la película de que el presidente Lyndon B. Johnson fue parte de un golpe de Estado para asesinar a Kennedy. Después de un lento comienzo en taquilla, JFK gradualmente adquirió presencia, y obtuvo más de $205 millones de dólares a nivel mundial. La película de Stone ganó dos premios Óscar y fue nominada para otros ocho, incluido el premio a la mejor película.

## Historia
La película comienza con secuencias de noticias, incluido el discurso de despedida en 1961 del saliente presidente Dwight D. Eisenhower, en el que éste advierte acerca del fortalecimiento del complejo industrial-militar. A esto le sigue un resumen de los años de John F. Kennedy como presidente, donde se hace énfasis en los eventos que, en la tesis de Stone, llevarían a su asesinato el 22 de noviembre de 1963. El Fiscal de Distrito de Nueva Orleans Jim Garrison (Kevin Costner) posteriormente descubre los posibles lazos que rodean el asesinato en Dallas. Garrison y su equipo investigan a varios probables conspiradores, entre ellos el piloto de aviación David Ferrie (Joe Pesci), pero son forzados a dejarlos ir luego de que la investigación es reprendida públicamente por el gobierno federal. El presunto asesino de Kennedy, Lee Harvey Oswald (Gary Oldman), es asesinado por Jack Ruby (Brian Doyle-Murray) antes de que pueda ir a juicio, y Garrison cierra la investigación.
La investigación se abre nuevamente a finales de 1966, luego de que Garrison lee el Informe Warren y notifica que él cree que hay numerosas inexactitudes y contradicciones. Garrison y su personal interrogan a varios testigos del asesinato de Kennedy, y a otros que estuvieron involucrados con Oswald, Ruby y Ferrie. En un interrogatorio informal, Shaw niega haber conocido a Ferrie, O'Keefe u Oswald, pero también se le acusa de conspirar para matar al presidente. Otro testigo es Willie O'Keefe (Kevin Bacon), un prostituto masculino sentenciado a cinco años de prisión por haber ofrecido bienes ilícitos, quien revela que él vio a Ferrie discutiendo sobre el asesinato de Kennedy con Shaw, Oswald y un grupo de hombres latinos. O'Keefe estaba involucrado románticamente con un hombre al que conocía como "Clay Bertrand", también conocido como Clay Shaw. En Dallas aparecen otras personas, como Jean Hill (Ellen McElduff), quien les dice a los investigadores que el día del asesinato ella observó disparos que provenían del montículo de hierba cerca del lugar de los hechos y escuchó que se lanzaron de cuatro a seis disparos en total, pero que el Servicio Secreto la amenazó para que dijera que sólo hubo tres disparos desde el depósito de libros; lo que implica que los cambios a su testimonio fueron hechos por la Comisión Warren. Garrison y un miembro del equipo van también a la ubicación del francotirador en el depósito de libros de la escuela de Texas y apuntan un rifle vacío desde la ventana a través de la cual Oswald fue acusado de haber disparado a Kennedy. Ambos concluyen que Oswald era un tirador muy inexperto para realizar los disparos y dos de los disparos estaban además muy juntos, lo que indica que otras dos personas participaron en el magnicidio.
Algunos testigos clave se asustan y rehúsan testificar, mientras que otros, como Ferrie, mueren en circunstancias sospechosas. Antes de su muerte, Ferrie le dice a Garrison que él cree que hay gente detrás de él y revela que hubo una conspiración alrededor de la muerte de Kennedy que involucra a co-conspiradores implicados en una operación de la CIA llamada Operación Mangosta
Después de descubrir micrófonos electrónicos de vigilancia que habían sido plantados en sus oficinas, Garrison conoce a una figura de alto nivel en Washington D. C. que se identifica a sí mismo como “X” (Donald Sutherland), personaje inspirado en Leroy Fletcher Prouty. “X” sugiere que hubo una conspiración en los más altos niveles del gobierno en la que estaban implicados miembros de la CIA, el complejo industrial-militar y la mafia, y señala al Servicio Secreto, al FBI y al vicepresidente de Kennedy como co-conspiradores directos o con motivos para cubrir la verdad sobre el asesinato. “X” explica que Kennedy fue asesinado porque su política extranjera habría significado la disminución de los beneficios del complejo industrial-militar, y habría enfurecido a los oficiales del alto rango militar que miraban tal diplomacia como una debilidad. Después de la fallida Invasión de Bahía de Cochinos, Kennedy ordenó que el control de las operaciones paramilitares secretas fueran sustraídas de la CIA y entregadas al Departamento de Defensa del Estado Mayor Conjunto, lo que habría disminuido el poder de la agencia, por lo cual la ya mencionada Operación Mangosta fue transferida a la oficina de "X", revelándole a Garrison lo dicho por Ferrie antes de su muerte, qué dicha operación era netamente una Operación Negra coordinada desde la llamada Estación
de Mm. i Además, la mafia había ayudado a Kennedy a ganar las elecciones de 1960 como un favor para su padre, Joseph P. Kennedy, Sr, que había hecho negocios con la mafia en la década de 1920, pero ésta se sintió traicionada cuando él le había permitido a su hermano, Robert F. Kennedy, continuar con su campaña en contra de la mafia estadounidense. Además, la mafia buscaba venganza por el fiasco de la Bahía de Cochinos, ya que había financiado y apoyado la operación a fin de recuperar sus casinos cubanos (sus mayores fuentes de dinero) del gobierno de Fidel Castro.
“X” revela cómo su superior, el general “Y”, lo mandó a un viaje a la Antártida justo antes del asesinato, y que una de sus obligaciones había sido complementar la seguridad presidencial. “X” señala además todos los errores de seguridad durante el fatal viaje de Kennedy a Dallas: las ventanas abiertas a lo largo de la ruta, la curva cerrada desde Houston a Elm en la que la limusina disminuyó la velocidad, y las actividades transitorias que no debieron permitirse. “X” afirma que le ordenaron salir del país para así deshacer las medidas de seguridad habituales que él habría puesto en movimiento ese fatídico día.

En su viaje de regreso de la Antártida, “X” aterriza en Nueva Zelanda, donde lee un periódico local que misteriosamente presenta un expediente completo de Oswald y su culpabilidad en la muerte de Kennedy, justo unas horas antes de que Oswald fuera acusado del crimen y que cualquiera investigando el caso supiera mucho de él. “X” mira esto como una prueba clara de una historia encubierta del tipo usado por las operaciones negras de la CIA; en otras palabras, se usaron los recursos de la CIA en los medios de comunicación para persuadir rápidamente al público de la culpabilidad de Oswald.
“X” afirma entre otras cosas,  que Kennedy estaba decidido a sacar las tropas de los Estados Unidos de Vietnam para finales de 1965, como queda evidenciado en la Orden de Seguridad Nacional 263, que fue revocada inmediatamente por el sucesor de Kennedy, Lyndon Johnson, mediante la orden de Seguridad Nacional 273. Partiendo de esto, concluye “X”, se sienta la fundación de la Guerra de Vietnam. “X” anima entonces a Garrison a seguir excavando y a realizar más arrestos.
Algunos miembros del equipo de Garrison abandonan la investigación pues dudan de sus motivos y métodos. Aparte de esto, el matrimonio de Garrison se pone en riesgo cuando su esposa (Sissy Spacek) alega que su marido invierte más tiempo en el caso, que con su propia familia. Después de que su hija recibe una siniestra llamada telefónica, Liz acusa a Garrison de ser egoísta y de atacar a Shaw solo por su homosexualidad. Además, los medios de comunicación lanzan por televisión y por los diarios ataques al carácter de Garrison y critican la manera en la que su oficina está gastando el dinero de los contribuyentes.
Por consiguiente, Garrison se empieza a derrumbar moralmente luego de que aconteciera los asesinatos de Martin Luther King y del mismo Robert F. Kennedy, por lo cual había empezado a dudar de la legitimidad de la democracia y la institucionalidad de Estados Unidos  
El juicio contra Clay Shaw tiene lugar en 1969, y el jurado llega a su veredicto final en menos de una hora. Garrison se presenta ante la corte con evidencia adicional de múltiples asesinos durante el atentado para desacreditar la teoría de una sola bala, y propone que hubo tres asesinos implicados que lanzaron un total de seis disparos. En la película se refleja que los miembros del jurado sostuvieron públicamente su creencia en una conspiración detrás del asesinato, pero que no hubo suficiente evidencia para ligar a Shaw al asesinato. La película termina cuando Shaw es absuelto de todos los cargos, mientras Garrison se mantiene firme en el deseo de continuar investigando qué más se esconde detrás del encubrimiento. En los créditos del final se menciona que Garrison es elegido por dos periodos más para ser Fiscal General de Nueva Orleans, que Shaw supuestamente murió de cáncer de pulmón en 1974, aunque no hubo pruebas de una autopsia, y que en 1979 Richard Helms testificó bajo juramento que Clay Shaw había sido en realidad un agente por contrato de medio tiempo de la División de Contactos Domésticos de la CIA. En los créditos también se dice que en el 2029 serán publicados archivos secretos relacionados con el asesinato.

## Reparto
- Kevin Costner como Jim Garrison. Para el papel, Stone envió copias del guion a Kevin Costner, Mel Gibson y Harrison Ford.

Inicialmente Costner lo rechazó, pero su agente, Michael Ovitz, era un gran fanático del proyecto y ayudó a Stone a convencer al actor para que tomara el papel.
Antes de aceptar el papel, Costner realizó una extensa investigación sobre Garrison; lo conoció a él, a sus amigos y enemigos. Dos meses después de finalmente haber firmado en enero de 1991 para interpretar a Garrison, su película Dances with Wolves ganó siete premios Óscar, y así su presencia realizó enormemente la posibilidad de ingresos económicos de JFK ante los ojos del estudio.
- Tommy Lee Jones como Clay Shaw / Clay Bertrand. Jones fue considerado originalmente para otro papel que finalmente se sacó de la película y fue Stone quien decidió colocar al actor como Shaw.[5] Como preparación para la película, Jones entrevistó a Garrison en tres distintas ocasiones y habló con otros que trabajaron con Shaw y que lo habían conocido.[6]

- Gary Oldman como Lee Harvey Oswald, un antiguo infante de marina del Cuerpo de Marines de los Estados Unidos que desertó de la Unión Soviética y después regresó. Fue arrestado bajo sospechas del asesinato de un oficial de policía de Dallas, J. D. Tippit. Según Oldman, en el guion se escribió muy poco sobre Oswald. Stone le dio varios boletos de avión y una lista de contactos, y le dijo que hiciera su propia investigación.[7] Oldman se reunió con la esposa de Oswald, Marina Oswald, interpretada en la cinta por Beata Poźniak, y sus dos hijas para preparar su papel.[8]

- Joe Pesci como David Ferrie. Stone originalmente quería que este papel fuera interpretado por James Woods, pero Woods quería interpretar a Garrison. Stone también buscó a Willem Dafoe y a John Malkovich, pero ambos rechazaron el papel.[9]

- Kevin Bacon como Willie O'Keefe, quien testifica que Bertrand y Shaw son la misma persona y que él conoció a David Ferrie y había conocido a Oswald.

- Jack Lemmon como Jack Martin, detective privado estadounidense que vivía en Nueva Orleans. Él trabajó con Guy Banister en la oficina de investigación privada de Banister, y fue quien implicó a Ferrie con Garrison sobre el asesinato de Kennedy.

- Sissy Spacek como Liz Garrison, esposa de Jim Garrison.

- Walter Matthau como el Senador Russell B. Long, político estadounidense que trabajó en el Senado de los Estados Unidos como demócrata de Luisiana desde 1948 hasta 1987.

- Donald Sutherland como X, un coronel en la Fuerza Aérea de los Estados Unidos, autor, banquero y crítico de la política extranjera de los Estados Unidos, en especial si se consideran las actividades de la CIA.

- Edward Asner como Guy Banister, miembro en carrera de la FBI e investigador privado. Fue un ávido anticomunista, miembro de Minutemen (una organización anticomunista de entonces), la John Birch Society, el Comité de Luisiana de Actividades No Americanas y editor del Boletín de Inteligencia de Louisiana.

- Brian Doyle-Murray como Jack Ruby, ciudadano de Dallas, Texas, que administraba un club nocturno. Fue sentenciado el 14 de marzo de 1964 por el homicidio de Oswald el 24 de noviembre de 1963, dos días después de que Oswald fuese arrestado por el asesinato de Kennedy.

- John Candy como Dean Andrews Jr., excéntrico abogado llamado por Shaw para representar a Oswald en el caso del asesinato.

- Laurie Metcalf como Susie Cox, la fiscal asistente de Distrito de Nueva Orleans.

- Wayne Knight como Numa Bertel.

- Michael Rooker como Bill Broussard.

- Jay O. Sanders como Lou Ivon.

- Vincent D'Onofrio como Bill Newman, un testigo ocular del asesinato.

- Pruitt Taylor Vince como Lee Edward Bowers, Jr. testigo clave en las investigaciones realizadas para esclarecer las circunstancias de la muerte del presidente

## Estrenos
| País                                                                          | Fecha de estreno                |
| ----------------------------------------------------------------------------- | ------------------------------- |
| Alemania                                                                      | Jueves 23 de enero de 1992      |
| Argentina                                                                     | Jueves 30 de enero de 1992      |
| Australia                                                                     | Jueves 23 de enero de 1992      |
| Austria                                                                       | Viernes 24 de enero de 1992     |
| Bélgica                                                                       | Miércoles 29 de enero de 1992   |
| Belice · Costa Rica · El Salvador · Guatemala · Honduras · Nicaragua · Panamá | Viernes 31 de enero de 1992     |
| Bolivia                                                                       | Martes 11 de febrero de 1992    |
| Brasil                                                                        | Viernes 7 de febrero de 1992    |
| Chile                                                                         | Viernes 31 de enero de 1992     |
| Colombia                                                                      | Jueves 30 de enero de 1992      |
| Corea del Sur                                                                 | Sábado 2 de mayo de 1992        |
| Dinamarca                                                                     | Viernes 24 de enero de 1992     |
| Egipto                                                                        | Lunes 3 de agosto de 1992       |
| España                                                                        | Viernes 14 de febrero de 1992   |
| Estados Unidos · Canadá                                                       | Viernes 20 de diciembre de 1991 |
| Filipinas                                                                     | Miércoles 26 de febrero de 1992 |
| Finlandia                                                                     | Viernes 31 de enero de 1992     |
| Francia                                                                       | Miércoles 29 de enero de 1992   |

| País                | Fecha de estreno                |
| ------------------- | ------------------------------- |
| Grecia              | Viernes 21 de febrero de 1992   |
| Hong Kong           | Jueves 16 de abril de 1992      |
| Hungría             | Jueves 14 de mayo de 1992       |
| India               | Viernes 27 de noviembre de 1992 |
| Israel              | Viernes 31 de enero de 1992     |
| Italia              | Viernes 31 de enero de 1992     |
| Japón               | Sábado 14 de marzo de 1992      |
| Malasia             | Jueves 5 de marzo de 1992       |
| México              | Viernes 14 de febrero de 1992   |
| Noruega             | Jueves 30 de enero de 1992      |
| Nueva Zelanda       | Viernes 21 de febrero de 1992   |
| Países Bajos        | Jueves 27 de febrero de 1992    |
| Perú                | Jueves 20 de febrero de 1992    |
| Portugal            | Viernes 14 de febrero de 1992   |
| Puerto Rico         | Jueves 16 de enero de 1992      |
| Reino Unido Irlanda | Viernes 24 de enero de 1992     |
| Singapur            | Jueves 5 de marzo de 1992       |
| Sudáfrica           | Viernes 28 de febrero de 1992   |
| Suecia              | Viernes 31 de enero de 1992     |
| Suiza               | Viernes 24 de enero de 1992     |
| Tailandia           | Sábado 11 de abril de 1992      |
| Taiwán              | Sábado 21 de marzo de 1992      |
| Turquía             | Viernes 27 de marzo de 1992     |
| Uruguay             | Viernes 7 de febrero de 1992    |
| Venezuela           | Miércoles 5 de febrero de 1992  |

## Premios y nominaciones
- Premios en los Estados Unidos

- - 2 Premios Óscar 1992: Mejor fotografía (Robert Richardson), y Mejor montaje (Joe Hutshing y Pietro Scalia).
  - Premio Globo de Oro 1992: Mejor director
  - Premio Eddy 1992: Mejor montaje (Joe Hutshing y Pietro Scalia).

- Premios en Japón

- - Premio de la Academia Japonesa 1993: a la mejor película extranjera.
  - Premio Blue Ribbon Award 1993: a la mejor película extranjera.
  - Premio Kinema Junpo Awards 1993: a la mejor película en idioma extranjero (Oliver Stone).
  - 2 premios Mainichi Film Concours 1993: a la mejor película extranjera y premio de los lectores.

- Premios en el Reino Unido

- - Premio BAFTA 1993: al mejor montaje y al mejor sonido.
  - Premio Empire Awards 2000

### Premios Óscar
| Año  | Categoría              | Nominado/s                                     | Resultado  |
| ---- | ---------------------- | ---------------------------------------------- | ---------- |
| 1991 | Mejor Película         | Mejor Película                                 | Candidata  |
| 1991 | Mejor Director         | Oliver Stone                                   | Candidato  |
| 1991 | Mejor Actor de Reparto | Tommy Lee Jones                                | Candidato  |
| 1991 | Mejor Guion Adaptado   | Zachary Sklar Oliver Stone                     | Candidatos |
| 1991 | Mejor Montaje          | Joe Hutshing Pietro Scalia                     | Ganadores  |
| 1991 | Mejor Fotografía       | Robert Richardson                              | Ganador    |
| 1991 | Mejor Música           | John Williams                                  | Candidato  |
| 1991 | Mejor Sonido           | Michael Minkler Gregg Landaker Tod A. Maitland | Candidatos |

## Polémica
Ya antes de su estreno, la película fue muy criticada por sus numerosas licencias dramáticas e inexactitudes.[cita requerida] Jack Valenti, entonces presidente de la Asociación Cinematográfica de Estados Unidos (MPAA), llegó a compararlo con El triunfo de la voluntad, de Leni Riefenstahl. Desde entonces, han aparecido numerosos artículos, libros y páginas de Internet que cuestionan tanto los detalles como la tesis global apoyada en la película de una conspiración para matar a Kennedy.[cita requerida]